# Új-kaledón varjú
Az új-kaledón varjú (Corvus moneduloides) a madarak osztályának verébalakúak (Passeriformes) rendjébe és a varjúfélék (Corvidae) családjába tartozó faj. Kimagasló intelligenciájú  állat, eszközhasználó; problémamegoldó képessége a főemlősökével vetekszik. Az ember mellett ez az egyetlen olyan lény a földön, amelyről bizonyított, hogy nemcsak eszközöket használ, de képes eszközöket gyártani is. A tudomány szempontjából kiemelten fontos ez annak kiderítésében, miként hat az eszközhasználat a kognitív képességek fejlődésére az evolúció során.

## Előfordulása
A Csendes-óceán délnyugati részén, Új-Kaledónia szigetein honos.

## Megjelenése
Tollazata fekete. Testhossza 40 centiméter.

## Életmódja, kognitív képességei
Újabb kutatások szerint az új-kaledónia varjú a föld egyik leginteligensebb állatfaja. Kognitív képességei egyedülállóak:természetben és fogságban egyaránt képes nem csupán eszközök használatára, de eszközök készítésére is. Számos példánynál megfigyelték, hogy a körülményekhez alkalmazkodva akár több összetevős eszközt is el tud készíteni. Képes az elvonatkoztatásra, azaz jelen (még) nem lévő dolgok elképzelésére és a vele való tervezésre. Felfogja a súly mibenlétét. Kognitív képességei egy 5-7 éves gyermek szintjét súrolják, de hogy miként lehetséges ez, rejtély. Egyes feltételezések szerint agyában a neuronok száma és azok összeköttetése a kulcs, mások szerint bizonyos agyterületek az állat súlyához mérten kiemelten fejlettek. Tápláléka rovarokból, csigákból, mogyoróból és magvakból áll. Ezek megszerzése során gyakran használ és készít eszközt. Leghíresebb köztük a horgos bot.